# Tollette (Arkansas)
Tollette es un pueblo ubicado en el condado de Howard en el estado estadounidense de Arkansas. En el Censo de 2010 tenía una población de 240 habitantes y una densidad poblacional de 97,64 personas por km².

## Geografía
Tollette se encuentra ubicado en las coordenadas 33°49′5″N 93°53′49″O / 33.81806, -93.89694. Según la Oficina del Censo de los Estados Unidos, Tollette tiene una superficie total de 2.46 km², de la cual 2.46 km² corresponden a tierra firme y (0%) 0 km² es agua.

## Demografía
Según el censo de 2010, había 240 personas residiendo en Tollette. La densidad de población era de 97,64 hab./km². De los 240 habitantes, Tollette estaba compuesto por el 2.92% blancos, el 96.67% eran afroamericanos, el 0.42% eran amerindios, el 0% eran asiáticos, el 0% eran isleños del Pacífico, el 0% eran de otras razas y el 0% pertenecían a dos o más razas. Del total de la población el 0% eran hispanos o latinos de cualquier raza.